# Taràs Stepanenko
Taràs Stepanenko (ucraïnès: Тарас Степаненко)  (Velyka Novosilka, 8 d'agost de 1989) és un futbolista ucraïnès, que actualment juga al FC Xakhtar Donetsk.
L'11 de maig de 2010, el migcampista firma pel FC Xakhtar Donetsk per 5 temporades mes.

## Internacional
Va ser capità de la Selecció de futbol d'Ucraïna sub-21.
El 17 de novembre de 2010, va fer el seu debut amb la selecció absoluta en el partit de 2-2 amb Suïssa en un partit amistós.